# 当阳站
当阳站位于中华人民共和国湖北省宜昌市当阳市坝陵街道，是焦柳铁路、洛湛铁路上的火车站，建于1970年，由中国铁路武汉局集团宜昌车务段管辖。

## 歷史
- 建于1970年。

## 車站周邊
- 坝陵小学
- 当阳市港航管理局
- 当阳市殡仪馆
- 三峡新材玻璃产业园
- 当阳市当阳桥小学
- 中国农业银行坝陵分理处
- 当阳市人民法院
- 当阳市水利局
- 中国建设银行坝陵支行

## 外部連結
- 中国铁路客户服务中心 （页面存档备份，存于）